# 수식
수식(數式, mathematical expression)은 수학 표기와, 수학 기호를 사용하여 수학적 관계를 나타내는 것이다. 수학의 개념들은 수식으로 정리되어 표현된다. 등식, 부등식, 논리식, 방정식과 같은 것들이 있다.

## 역사
수학적 관계를 식으로 나타내기 시작한 것은 근대 이후의 일이다. 그 이전엔 세계의 모든 문화에서 수학적 관계를 문장으로 나타내었다. 예를 들어 대수학의 기반을 마련한 알콰리즈미는 《복원과 소거의 과학》에서 {\displaystyle x^{2}+10x=39}를 “제곱과 근의 열 배는 39와 같다”로 기술하였다. 피에르 드 페르마 역시 그의 유명한 마지막 정리, 양의 정수인 x, y, z, n에 대하여 {\displaystyle n>2}일 때 {\displaystyle x^{n}+y^{n}=z^{n}}를 만족하는 해는 존재하지 않는다는 것을 문장으로 서술하였다.
 임의의 세제곱수는 다른 두 세제곱수의 합으로 표현될 수 없고, 임의의 네제곱수 역시 다른 두 네제곱수의 합으로 표현될 수 없으며, 일반적으로 3 이상의 지수를 가진 정수는 이와 동일한 지수를 가진 다른 두 수의 합으로 표현될 수 없다. 나는 이것을 경이로운 방법으로 증명하였으나, 책의 여백이 충분하지 않아 옮기지는 않는다.

수식의 사용은 아라비아 숫자의 사용, 미지수의 도입, 연산 기호의 도입 등 여러 사건들이 점진적으로 이루어지면서 일반화되었다. 피보나치는 13세기 초 《계산서》에서 북아프리카 방식의 아라비아 숫자를 소개하였다. 1494년 이탈리아의 루카 파촐리는 《산술집성》(Summa de Arithmetica)에서 미지수를 표현하는 문자로 어떤 것이라는 의미의 이탈리아어 낱말 co를 사용하였다. 이후 대수학에서는 변수를 문자로 나타내는 방법이 발달하기 시작하였다. 프랑수아 비에트는 미지수를 나타내기 위해 알파벳 모음을 사용하였다. 한편 연산 기호 역시 점차적으로 도입되기 시작하였는데, 16세기 독일의 위드만이 《상업산술》에서 +, - 기호를 사용하기 시작하였고, 영국의 레코드는 《지혜의 숫돌》에서 등호(=)를 사용하기 시작하였다. 나눗셈 기호(÷), 곱셈 기호(×), 부등호 역시 이 시기의 영국 수학자들에 의해 사용되기 시작하였다. 다양한 경로를 거쳐 수학에 도입된 수학 표기와 연산 기호들이 일반화 되면서 수식 표현 역시 정형화되어 아이작 뉴턴이 《자연철학의 수학적 원리》을 출간한 17세기 무렵엔 수식의 사용이 일반화되었다.

## 표기와 기호
수학 표기는 숫자와 같은 수학적 객체나 극한과 같은 개념을 나타내는 기호이다. 국제단위계에서 숫자는 아라비아 숫자를 사용하며, 수학계에서는 미지수는 문자로, 지수는 첨자로, 극한이나 급수는 그에 해당하는 기호로 나타내는 등 표기가 나타내는 관습적인 의미가 확립되어 있으며, 사칙 연산을 비롯한 연산 기호 역시 따로 특별히 정의하지 않는 한 일반적인 용법이 확립되어 있다. 이와 같은 용법에 따라 수식은 문장으로 풀어 읽을 수 있다. 예를 들어 {\displaystyle {\frac {1}{2}}+{\frac {2}{3}}=1{\frac {1}{6}}}은 “2분의 1 더하기 3분의 2는 1과 6분의 1과 같다”로 읽는다.

## 구조와 종류
다음의 식을 살펴 수식의 일반적 구조를 보자.
{\displaystyle 8=4x^{2}+16x+24} --- ⓐ
위 식ⓐ는 등호를 사이에 두고 두 식이 있는 것을 알 수 있다. 따라서 이 수식은 등식이고 수학적 의미는 두 식의 값이 같다는 것이다. 이 때 등호의 왼쪽을 좌변, 오른쪽을 우변이라고 한다. 이제 좌변과 우변을 각각 살펴 보면;
좌변: {\displaystyle 8} --- ⓑ
우변: {\displaystyle 4x^{2}+16x+24} --- ⓒ
위의 좌변과 우변에서 연산 기호를 제외한 숫자와 문자로 이루어진 것을 항이라고 한다. 좌변은 {\displaystyle 8} 단독으로 있는 식이기 때문에 단항식이다. 한편 우변은 {\displaystyle 4x^{2}}, {\displaystyle 16x}, {\displaystyle 24} 세 개의 항이 있으므로 삼항식이 된다. 단항식 또는 항이 둘 이상인 식은 다항식이라고 한다. 따라서 식 ⓐ는 좌변이 단항식이고 우변이 다항식인 등식이다. 한편, 식ⓐ는 우변에 미지수를 포함하고 있는 방정식이기도 하다. {\displaystyle x} 가 실수일 때, 등식의 성질을 이용하여 수식을 정리하면 {\displaystyle x}의 값을 구할 수 있다. 이 과정을 방정식을 푼다고 하고 {\displaystyle x}에 해당하는 값을 방정식의 근 또는 해라고 한다. 위 식ⓐ를 등식의 성질을 이용하여 풀면;
{\displaystyle 8=4x^{2}+16x+24}
{\displaystyle 8-8=4x^{2}+16x+24-8} -- 등식의 양 변에 같은 수를 더하거나 빼어도 등식이 성립한다.
{\displaystyle 0=4x^{2}+16x+16}
{\displaystyle 0\div 4=(4x^{2}+16x+16)\div 4} -- 등식의 양 변에 같은 수를 곱하거나 나누어도 등식이 성립한다.
{\displaystyle 0=x^{2}+4x+4}
{\displaystyle 0=(x+2)^{2}}
∴ {\displaystyle x=-2}
또한 {\displaystyle 0=4x^{2}+16x+16}는 {\displaystyle 0=(2x)^{2}+8(2x)+16}이므로{\displaystyle 2x=k}로 치환해서 대입 정리해도 등식이 성립한다.
{\displaystyle k^{2}+8k+16=0}
{\displaystyle (k+4)(k+4)=0}
{\displaystyle \therefore (k+4)=0}
{\displaystyle k=-4}
{\displaystyle 2x=k}
{\displaystyle x={k \over 2}}
{\displaystyle x={(-4) \over 2}} 대입하여 정리하면,
{\displaystyle x={-2}}
한편 수식은 미분이나 적분과 같은 수학적 개념을 포함할 수도 있다. 다음은 미분의 정의를 나타내는 수식이다.:71
{\displaystyle {\frac {d}{dx}}f(x)=\lim _{\Delta x\to 0}{\frac {f(x+\Delta x)-f(x)}{\Delta x}}}
위 식에서 {\displaystyle {\frac {d}{dx}}}는 미분을 뜻하는 기호이며, {\displaystyle f(x)}는 관습적으로 사용되는 일반적인 함수를 의미하는 기호이다. {\displaystyle x}는 함수의 정의역에 속하는 임의의 원소를, {\displaystyle \Delta \;x}는 {\displaystyle x}에서 연속적으로 진행되는 변화량을 뜻한다. 따라서 {\displaystyle \lim _{\Delta x\to 0}}는 변화량 {\displaystyle \Delta \;x}가 {\displaystyle 0}으로 수렴한다는 의미의 기호이다. 이와 같은 의미를 알면 위 식은 미분이 평균변화율의 극한을 취하여 함수 {\displaystyle f(x)}의 특정 지점 {\displaystyle x}에서 변화량 {\displaystyle \Delta \;x} 가 {\displaystyle 0}으로 수렴할 때의 변화율, 즉 순간변화율이라는 것을 설명하고 있다고 파악할 수 있다.
수식에는 여기서 설명한 것 외에도 부등식, 논리식과 같은 종류가 있다.

## 연산의 우선 순위
수식에서 여러 가지 연산 기호가 함께 쓰이는 경우 혼란을 막기 위하여 연산의 우선순위를 둔다. 일반적으로 쓰여진 수식에서는 다음과 같은 우선순위를 따른다. 목록의 앞쪽에 있는 연산의 우선순위가 높다.
1. 괄호안쪽의 수식
2. 지수 및 근호
3. 곱셈과 나눗셈
4. 덧셈과 뺄셈

아래는 연산의 우선 순위에 대한 예이다.
괄호 안의 수식은 어떤 경우에서든지 우선순위가 가장 높다.
{\displaystyle 3\div (2-1)=3\div 1=3}
아래와 같은 수식의 경우 다음과 같이 계산된다. 곱하기와 나누기가 우선이고 그 다음이 더하기 또는 빼기를 하는 것이다.
{\displaystyle 2+3\times 4=2+12=14}
부호보다 지수가 먼저 계산된다.
{\displaystyle -3^{2}=-(3\times 3)=-9\neq (-3)^{2}=(-3)\times (-3)=9}
근호로 둘러싸인 수식은 먼저 계산한다.
{\displaystyle {\sqrt {3+1}}\times 2={\sqrt {4}}\times 2=2\times 2=4}
분수형태에 갇혀있는 수식은 먼저 계산한다.
{\displaystyle {\frac {4+2}{1+2}}+4={\frac {6}{3}}+4=2+4=6}
우선순위가 같은 연산은 앞에서부터 차례로 계산한다.
{\displaystyle 2\div 3\times 5={\frac {2}{3}}\times 5={\frac {10}{3}}}
지수위의 지수가 있는 경우, 위쪽에 있는 지수의 우선순위가 높다.
{\displaystyle 2^{3^{2}}=2^{9}=512\neq (2^{3})^{2}=64}

## 같이 보기
- 변수
- 공식
- 값